# Eleições autárquicas de 2009 em Sintra
As eleições autárquicas de 2009 serviram para eleger os membros dos órgãos do poder local no concelho de Sintra.
Pela primeira vez, um presidente foi reeleito pela terceira vez consecutiva, com Fernando Seara, presidente eleito em 2001 por uma coligação PSD e CDS, a vencer com 45,3% dos votos e 6 vereadores, mantendo, assim, a maioria absoluta na vereação municipal.
Por fim, os restantes vereadores foram para o Partido Socialista (4 vereadores) e a Coligação Democrática Unitária (1 vereador).

## Resultados eleitorais
Os resultados para os diferentes órgãos do poder local no concelho de Sintra foram os seguintes:

### Câmara Municipal
| Partido                 | Partido                        | Votos   | %               | +/-  | Vereadores | +/-     |
| ----------------------- | ------------------------------ | ------- | --------------- | ---- | ---------- | ------- |
|                         | PSD-CDS-PPM-MPT                | 62 314  | 45,25 / 100,00  | 1,76 | 6 / 11     | Estável |
|                         | Partido Socialista             | 46 458  | 33,74 / 100,00  | 2,80 | 4 / 11     | Estável |
|                         | Coligação Democrática Unitária | 15 293  | 11,11 / 100,00  | 1,25 | 1 / 11     | Estável |
|                         | Bloco de Esquerda              | 8 121   | 5,90 / 100,00   | 0,63 | 0 / 11     | Estável |
|                         | PCTP/MRPP                      | 1 497   | 1,09 / 100,00   | 0,06 | 0 / 11     | Estável |
| Votos Inválidos         | Votos Inválidos                | 4 016   | 2,91 / 100,00   | 2,22 |            |         |
| Total                   | Total                          | 137 699 | 100,00 / 100,00 |      | 11 / 11    |         |
| Eleitorado/Participação | Eleitorado/Participação        | 287 344 | 47,92 / 100,00  | 3,35 |            |         |

### Assembleia Municipal
| Partido                 | Partido                        | Votos   | %               | +/-  | Deputados | +/- |
| ----------------------- | ------------------------------ | ------- | --------------- | ---- | --------- | --- |
|                         | PSD-CDS-PPM-MPT                | 56 613  | 41,11 / 100,00  | 1,09 | 15 / 33   | 1   |
|                         | Partido Socialista             | 46 735  | 33,94 / 100,00  | 3,30 | 12 / 33   | 1   |
|                         | Coligação Democrática Unitária | 18 714  | 13,59 / 100,00  | 1,62 | 4 / 33    | 1   |
|                         | Bloco de Esquerda              | 11 180  | 8,12 / 100,00   | 0,66 | 2 / 33    | 1   |
| Votos Inválidos         | Votos Inválidos                | 4 458   | 3,24 / 100,00   | 2,12 |           |     |
| Total                   | Total                          | 137 700 | 100,00 / 100,00 |      | 33 / 33   |     |
| Eleitorado/Participação | Eleitorado/Participação        | 287 344 | 47,92 / 100,00  | 3,35 |           |     |

### Juntas de Freguesia
| Partido                 | Partido                        | Votos   | %               | +/-  | Presidentes | +/-     | Mandatos  | +/-     |
| ----------------------- | ------------------------------ | ------- | --------------- | ---- | ----------- | ------- | --------- | ------- |
|                         | PSD-CDS-PPM-MPT                | 56 003  | 40,67 / 100,00  | 2,62 | 13 / 20     | Estável | 127 / 280 | 13      |
|                         | Partido Socialista             | 47 987  | 34,85 / 100,00  | 1,61 | 7 / 20      | Estável | 109 / 280 | 6       |
|                         | Coligação Democrática Unitária | 19 969  | 14,50 / 100,00  | 2,69 | 0 / 20      | Estável | 33 / 280  | 9       |
|                         | Bloco de Esquerda              | 8 705   | 6,32 / 100,00   | 0,23 | 0 / 20      | Estável | 11 / 280  | Estável |
|                         | Movimento Mérito e Sociedade   | 341     | 0,25 / 100,00   | Novo | 0 / 20      | Estável | 0 / 280   | Novo    |
| Votos Inválidos         | Votos Inválidos                | 4 694   | 3,41 / 100,00   | 1,97 |             |         |           |         |
| Total                   | Total                          | 137 699 | 100,00 / 100,00 |      | 20 / 20     |         | 280 / 280 | 10      |
| Eleitorado/Participação | Eleitorado/Participação        | 287 344 | 47,92 / 100,00  | 3,37 |             |         |           |         |

## Resultados por Freguesia

### Câmara Municipal
| Freguesia                         | %                | %     | %       | %    | %    | Votantes |
| Freguesia                         | PSD-CDS- PPM-MPT | PS    | PCP-PEV | BE   | PCTP | Votantes |
| --------------------------------- | ---------------- | ----- | ------- | ---- | ---- | -------- |
| Agualva                           | 43,84            | 35,73 | 10,57   | 6,25 | 1,00 | 13 430   |
| Algueirão - Mem Martins           | 46,13            | 31,28 | 11,85   | 7,02 | 1,00 | 21 692   |
| Almargem do Bispo                 | 40,66            | 39,07 | 10,13   | 4,39 | 1,07 | 4 215    |
| Belas                             | 42,02            | 35,41 | 13,09   | 5,13 | 1,04 | 8 531    |
| Cacém                             | 47,03            | 30,87 | 12,10   | 5,42 | 1,94 | 8 077    |
| Casal de Cambra                   | 43,29            | 36,45 | 10,98   | 4,63 | 1,36 | 4 428    |
| Colares                           | 53,76            | 30,72 | 7,38    | 3,97 | 0,59 | 3 551    |
| Massamá                           | 48,13            | 31,28 | 10,83   | 5,47 | 1,27 | 10 001   |
| Mira-Sintra                       | 52,71            | 28,93 | 12,39   | 3,47 | 0,54 | 2 969    |
| Monte Abraão                      | 41,68            | 36,70 | 11,38   | 6,46 | 0,80 | 7 708    |
| Montelavar                        | 37,99            | 46,84 | 9,56    | 2,12 | 0,91 | 1 977    |
| Pero Pinheiro                     | 54,38            | 31,71 | 8,09    | 2,56 | 0,62 | 2 113    |
| Queluz                            | 37,42            | 36,80 | 14,94   | 6,82 | 1,34 | 10 356   |
| Rio de Mouro                      | 44,84            | 32,07 | 12,36   | 6,96 | 1,05 | 15 699   |
| São João das Lampas               | 48,75            | 35,32 | 6,61    | 4,38 | 1,09 | 4 496    |
| São Marcos                        | 49,04            | 31,57 | 8,67    | 7,40 | 0,62 | 4 188    |
| Sintra - Santa Maria e São Miguel | 49,10            | 31,09 | 9,43    | 6,17 | 1,07 | 4 664    |
| Sintra - São Martinho             | 49,19            | 34,73 | 7,05    | 5,37 | 0,75 | 2 793    |
| Sintra - São Pedro de Penaferrim  | 48,50            | 32,25 | 9,20    | 5,79 | 1,46 | 4 577    |
| Terrugem                          | 42,93            | 42,30 | 6,27    | 4,48 | 0,94 | 2 234    |
| Sintra                            | 45,25            | 33,74 | 11,11   | 5,90 | 1,09 | 137 699  |

### Assembleia Municipal
| Freguesia                         | %                | %     | %       | %     | Votantes |
| Freguesia                         | PSD-CDS- PPM-MPT | PS    | PCP-PEV | BE    | Votantes |
| --------------------------------- | ---------------- | ----- | ------- | ----- | -------- |
| Agualva                           | 39,54            | 35,96 | 13,17   | 8,32  | 13 430   |
| Algueirão - Mem Martins           | 41,63            | 30,92 | 14,72   | 9,66  | 21 692   |
| Almargem do Bispo                 | 38,41            | 38,67 | 12,24   | 5,74  | 4 215    |
| Belas                             | 37,72            | 35,47 | 15,84   | 7,10  | 8 531    |
| Cacém                             | 43,16            | 31,08 | 15,48   | 7,27  | 8 077    |
| Casal de Cambra                   | 40,06            | 37,44 | 12,78   | 6,05  | 4 428    |
| Colares                           | 51,42            | 30,81 | 8,25    | 5,97  | 3 551    |
| Massamá                           | 43,72            | 31,76 | 13,13   | 8,19  | 10 001   |
| Mira-Sintra                       | 48,94            | 29,71 | 14,05   | 5,09  | 2 969    |
| Monte Abraão                      | 36,03            | 38,03 | 13,60   | 9,07  | 7 708    |
| Montelavar                        | 33,28            | 49,06 | 11,33   | 3,14  | 1 977    |
| Pero Pinheiro                     | 53,01            | 31,38 | 9,18    | 3,69  | 2 113    |
| Queluz                            | 33,94            | 36,48 | 18,12   | 8,64  | 10 356   |
| Rio de Mouro                      | 40,72            | 31,80 | 14,91   | 9,39  | 15 700   |
| São João das Lampas               | 44,75            | 36,43 | 8,50    | 6,36  | 4 496    |
| São Marcos                        | 44,08            | 32,57 | 10,27   | 10,17 | 4 188    |
| Sintra - Santa Maria e São Miguel | 45,06            | 30,44 | 11,90   | 9,07  | 4 665    |
| Sintra - São Martinho             | 43,91            | 35,89 | 9,13    | 7,84  | 2 792    |
| Sintra - São Pedro de Penaferrim  | 44,51            | 32,07 | 12,21   | 8,08  | 4 577    |
| Terrugem                          | 37,56            | 44,49 | 8,19    | 6,71  | 2 234    |
| Sintra                            | 41,11            | 33,94 | 13,59   | 8,12  | 137 700  |

### Juntas de Freguesia
| Freguesia                         | 2005-2009 | 2005-2009          | 2005-2009      | 2009-2013 | 2009-2013          | 2009-2013      |
| --------------------------------- | --------- | ------------------ | -------------- | --------- | ------------------ | -------------- |
| Agualva                           |           | PSD-CDS-PPM-MPT    | 35,43 / 100,00 |           | PSD-CDS-PPM-MPT    | 38,47 / 100,00 |
| Algueirão - Mem Martins           |           | PSD-CDS-PPM-MPT    | 39,61 / 100,00 |           | PSD-CDS-PPM-MPT    | 40,63 / 100,00 |
| Almargem do Bispo                 |           | PSD-CDS-PPM-MPT    | 40,22 / 100,00 |           | Partido Socialista | 40,17 / 100,00 |
| Belas                             |           | PSD-CDS-PPM-MPT    | 34,41 / 100,00 |           | Partido Socialista | 37,06 / 100,00 |
| Cacém                             |           | PSD-CDS-PPM-MPT    | 35,02 / 100,00 |           | PSD-CDS-PPM-MPT    | 47,41 / 100,00 |
| Casal de Cambra                   |           | Partido Socialista | 39,64 / 100,00 |           | PSD-CDS-PPM-MPT    | 43,07 / 100,00 |
| Colares                           |           | PSD-CDS-PPM-MPT    | 46,65 / 100,00 |           | PSD-CDS-PPM-MPT    | 56,42 / 100,00 |
| Massamá                           |           | PSD-CDS-PPM-MPT    | 44,82 / 100,00 |           | PSD-CDS-PPM-MPT    | 44,27 / 100,00 |
| Mira-Sintra                       |           | PSD-CDS-PPM-MPT    | 62,30 / 100,00 |           | PSD-CDS-PPM-MPT    | 56,48 / 100,00 |
| Monte Abraão                      |           | Partido Socialista | 44,31 / 100,00 |           | Partido Socialista | 48,90 / 100,00 |
| Montelavar                        |           | Partido Socialista | 67,48 / 100,00 |           | Partido Socialista | 55,39 / 100,00 |
| Pero Pinheiro                     |           | PSD-CDS-PPM-MPT    | 60,82 / 100,00 |           | PSD-CDS-PPM-MPT    | 57,88 / 100,00 |
| Queluz                            |           | Partido Socialista | 34,59 / 100,00 |           | Partido Socialista | 36,66 / 100,00 |
| Rio de Mouro                      |           | PSD-CDS-PPM-MPT    | 39,63 / 100,00 |           | PSD-CDS-PPM-MPT    | 41,33 / 100,00 |
| São João das Lampas               |           | Partido Socialista | 47,43 / 100,00 |           | PSD-CDS-PPM-MPT    | 43,22 / 100,00 |
| São Marcos                        |           | PSD-CDS-PPM-MPT    | 38,66 / 100,00 |           | PSD-CDS-PPM-MPT    | 45,87 / 100,00 |
| Sintra - Santa Maria e São Miguel |           | PSD-CDS-PPM-MPT    | 43,40 / 100,00 |           | PSD-CDS-PPM-MPT    | 45,88 / 100,00 |
| Sintra - São Martinho             |           | Partido Socialista | 52,80 / 100,00 |           | Partido Socialista | 41,12 / 100,00 |
| Sintra - São Pedro de Penaferrim  |           | PSD-CDS-PPM-MPT    | 38,30 / 100,00 |           | PSD-CDS-PPM-MPT    | 44,70 / 100,00 |
| Terrugem                          |           | Partido Socialista | 41,63 / 100,00 |           | Partido Socialista | 59,09 / 100,00 |